# Władysław Korczyc

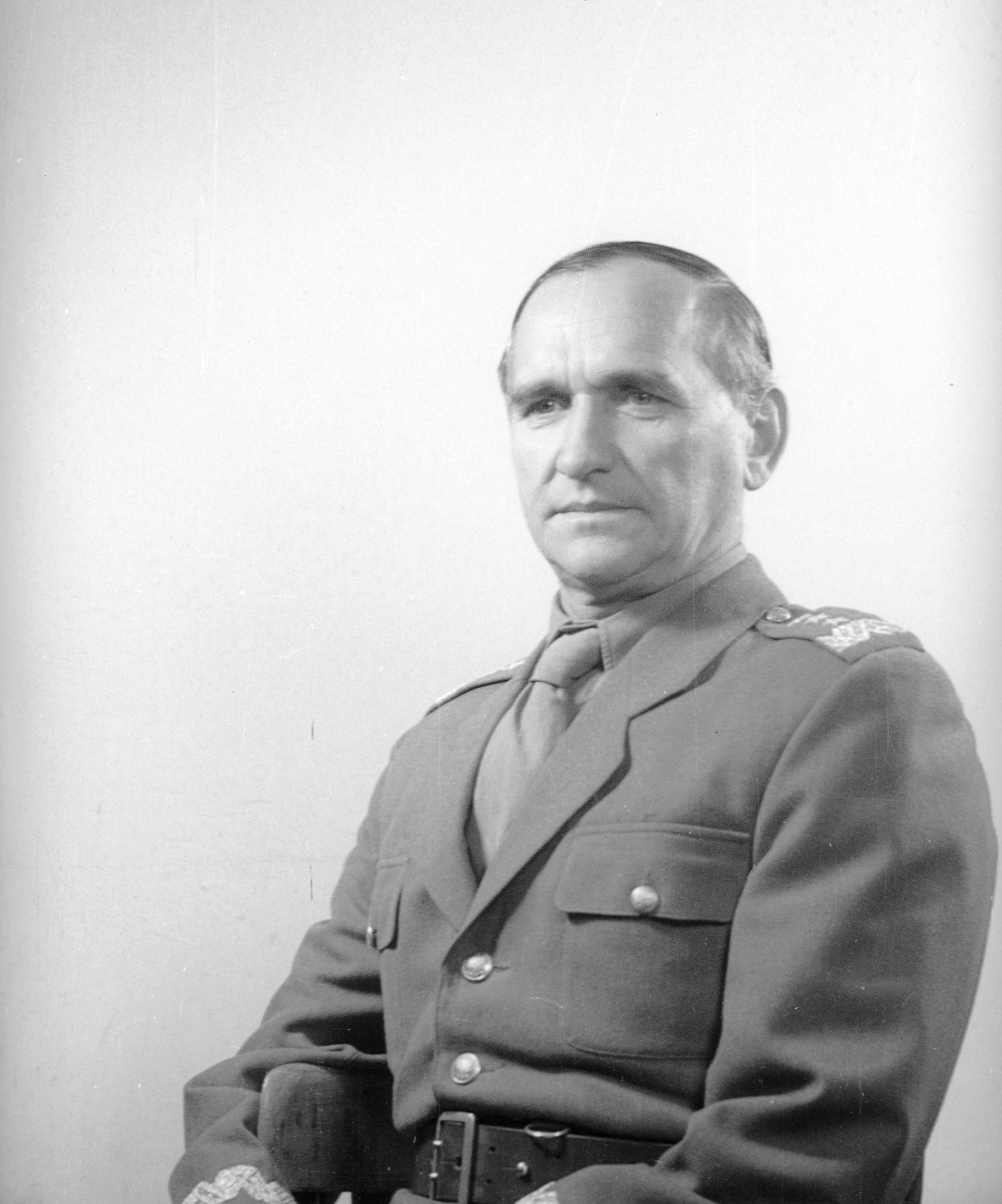
Władysław Korczyc

Władysław Korczyc (Alternativname: Wladislaw Wikentjewitsch Kortschiz, russisch Владислав Викентиевич Корчиц; * 1. September 1893 in Bogdanowicze, Slonim, heute: Belarus; † 17. Oktober 1966 in Moskau) war ein sowjetischer Generaloberst der Roten Armee sowie Generalleutnant der Volksarmee der Volksrepublik Polen, der unter anderem zwischen 1945 und 1954 Chef des Generalstabes war. Er war zudem von 1952 bis 1956 Mitglied des Sejm als Vertreter der Polnischen Vereinigten Arbeiterpartei PZPR (Polska Zjednoczona Partia Robotnicza).

## Leben

### Offiziersausbildung, Erster Weltkrieg und Große Säuberungen
Korczyc begann nach dem Schulbesuch 1911 eine Offiziersausbildung und diente im Ersten Weltkrieg als Offizier der 16. Infanteriedivision der Kaiserlich Russischen Armee an der Südfront. Nach der Oktoberrevolution trat er in die Rote Armee ein und nahm auf sowjetischer Seite am Polnisch-Sowjetischen Krieg sowie am Russischen Bürgerkrieg teil. Danach war er von 1920 bis 1921 Kursleiter an der Schule der Roten Kommunen sowie zwischen 1921 und 1922 Kommandant dieser Schule und des 15. Kiewer Kommandeurskurses.
Nachdem er selbst Absolvent eines Lehrgangs war, fungierte er von 1923 bis 1925 als stellvertretender Kommandeur des 49. Infanterieregiments sowie als Kommandeur der Offiziersausbildung der 17. Infanteriedivision. Im Anschluss war er zwischen 1925 und 1926 Oberassistent des Leiters der Operationsabteilung des 3. Infanteriekorps sowie von 1926 bis 1931 selbst Kommandant des 49. Schützenregiments, ehe er zwischen 1931 und 1936 Stabschef der 19. Schützendivision sowie zuletzt von 1936 bis 1938 Chef des Stabes des 14. Infanteriekorps war. Während dieser war er auch Absolvent der Frunse-Militärakademie.
Im Zuge der Großen Säuberungen unter Josef Stalin befand er sich vom 9. Mai 1938 bis zum 12. Januar 1940 in Haft und wurde dabei auch gefoltert. Nach seiner Haft, die er wegen vorgetäuschter psychischer Erkrankungen überlebte, kehrte er Anfang 1940 in die Rote Armee zurück.

### Zweiter Weltkrieg und Dienst in der Polnischen Volksarmee
Korczyc war zunächst zwischen Januar 1940 und Juni 1941 Instrukteur an der Frunse-Militärakademie und danach zwischen dem 26. Juni und dem 28. August 1941 Kommandeur der 245. Schützendivision. Später fungierte er vom 26. Januar bis zum 29. August 1942 als Kommandeur der 182. Schützendivision und nahm mit dieser Anfang 1942 an der Kesselschlacht von Demjansk teil. Er wurde während dieser Zeit am 4. August 1942 zum Generalmajor befördert und war vom 29. August bis 13. Dezember 1942 stellvertretender Kommandeur der 34. Sowjet-Armee. Im Anschluss war er zwischen dem 13. Dezember 1942 und dem 30. April 1944 Chef des Stabes der 1. Stoßarmee, mit der er vom 14. Januar bis 1. März 1944 an der Leningrad-Nowgoroder Operation teilnahm.
Im Mai 1944 wurde Generalmajor Korczyc zum Dienst in der aus dem Zusammenschluss der 1943 aufgestellten Polnischen Streitkräfte in der Sowjetunion (Polskie Siły Zbrojne w ZSRR) mit der kommunistischen Untergrundarmee Armia Ludowa entstandenen Volksarmee (Ludowe Wojsko Polskie) abkommandiert. Zunächst war er zwischen dem 15. Mai und dem 4. September 1944 Chef des Stabes der 1. Polnischen Armee sowie danach vom 4. September bis zum 1. Oktober 1944 stellvertretender Kommandeur der 1. Polnischen Armee, ehe er als Nachfolger von General Zygmunt Berling zwischen dem 1. Oktober 1944 und dem 1. Januar 1945 schließlich Kommandeur der 1. Polnischen Armee war. Während dieser Zeit wurde er am 27. Oktober 1944 auch zum Generalleutnant der Roten Armee befördert.

### Chef des Generalstabes und Vizeminister für Verteidigung
Am 1. Januar 1945 wurde Generalleutnant Korczyc erster Chef des Generalstabes der Polnischen Volksarmee, die offiziell am 18. Juli 1945 in Streitkräfte der Republik Polen (Siły Zbrojne Rzeczypospolitej Polskiej) und ab 1952 in Streitkräfte der Volksrepublik Polen (Siły Zbrojne Polskiej Rzeczypospolitej Ludowej) bezeichnet wurde. Zum 3. Mai 1945 wurde er auch zum Generalleutnant der Polnischen Volksarmee sowie 1946 zum Generaloberst der Roten Armee befördert. Er wurde ferner 1945 Mitglied der Polnischen Arbeiterpartei PPR (Polska Partia Robotnicza) und Mitglied des ZK der PPR. Nach der Zwangsvereinigung der PPR mit der von demokratischen Kräften gesäuberten Polnischen Sozialistischen Partei PPS (Polska Partia Socjalistyczna) am 21. Dezember 1948 wurde er Mitglied der daraus entstandenen Polnischen Vereinigten Arbeiterpartei PZPR (Polska Zjednoczona Partia Robotnicza) und gehörte zwischen 1948 und 1954 auch dem ZK der PZPR an.
An der Moskauer Siegesparade nahm er als Kommandeur des kombinierten Regiments der Polnischen Volksarmee teil.
Korczyc war des Weiteren in Personalunion zwischen dem 14. Dezember 1949 und dem 8. Februar 1954 auch Vizeminister für Verteidigung. Am 20. November 1952 wurde er ferner als Vertreter der Polnischen Vereinigten Arbeiterpartei PZPR (Polska Zjednoczona Partia Robotnicza) Mitglied des Sejm, in dem er den Wahlkreis Nr. 40 Szczecin vertrat. Während er aufgrund eines Studiums an der Militärakademie des Generalstabes der Streitkräfte der Sowjetunion Kliment Jefremowitsch Woroschilow zwischen 1952 und 1954 ortsabwesend war, fungierte Divisionsgeneral Borys Pigarewicz als geschäftsführender Chef des Generalstabes. Am 8. Februar 1954 wurde er offiziell von seinen Posten als Chef des Generalstabes und als Vize-Verteidigungsminister abberufen, woraufhin Divisionsgeneral Pigarewicz weiterhin mit der Wahrnehmung der Geschäfte beauftragt wurde, ehe Generalleutnant Jerzy Bordziłowski am 23. März 1954 neuer Chef des Generalstabes wurde. Er war bereits zuvor in die Sowjetunion zurückgekehrt.

### Ehrungen und Auszeichnungen
- Virtuti Militari
- Medaille für Warschau 1939–1945
- Orden des Grunwald-Kreuzes
- Orden der Wiedergeburt Polens
- Medaille für Oder, Neiße, Ostsee
- Medaille des Sieges und der Freiheit 1945
- Leninorden
- Rotbannerorden
- Suworow-Orden
- Kutusoworden
- Medaille „40 Jahre Streitkräfte der UdSSR“
- Medaille „30 Jahre Sowjetarmee und Flotte“
- Medaille „Für die Befreiung Warschaus“
- Medaille „20. Jahrestag des Sieges im Großen Vaterländischen Krieg 1941–1945“
- Medaille „Sieg über Deutschland“
- Medaille „Für die Einnahme Berlins“
- Orden des Roten Sterns